# Campionati mondiali di ginnastica aerobica 2008
I Campionati mondiali di ginnastica aerobica 2008 sono stati la 10ª edizione della competizione organizzata dalla Federazione Internazionale di Ginnastica.
Si sono svolti a Ulma, in Germania, dal 25 al 27 aprile 2008.

## Medagliere
| Pos.   | Nazione       | Oro | Argento | Bronzo | Totale |
| ------ | ------------- | --- | ------- | ------ | ------ |
| 1      | Romania       | 1   | 2       | 1      | 4      |
| 2      | Francia       | 1   | 2       | 0      | 3      |
| 3      | Cina          | 1   | 1       | 1      | 3      |
| 4      | Brasile       | 1   | 0       | 1      | 2      |
| 5      | Spagna        | 1   | 0       | 0      | 1      |
| 6      | Russia        | 0   | 0       | 1      | 1      |
| 6      | Nuova Zelanda | 0   | 0       | 1      | 1      |
| Totale | Totale        | 5   | 5       | 5      | 15     |

## Podi
| Evento                | Oro           | Argento                 | Bronzo          |
| Individuale maschile  | Ivan Parejo   | Morgan Jacquemin        | Ao Jinping      |
| Individuale femminile | Marcela Lopez | Cristina Simona Nedelcu | Angela McMillan |
| Coppia mista          | Francia       | Romania                 | Romania         |
| Trio                  | Romania       | Cina                    | Brasile         |
| Gruppo                | Cina          | Francia                 | Russia          |